# Los Angeles Film Critics Association
Los Angeles Film Critics Association (LAFCA) je nezisková organizace sdružující filmové kritiky z tištěných a elektronických médií v Los Angeles v Kalifornii. Byla založena v roce 1975. Každoročně v prosinci se hlasuje o cenách Los Angeles Film Critics Association Awards pro tvůrce z oblasti filmového průmyslu, kteří v daném kalendářním roce ve svých oborech vynikli. Ceny se předávají v lednu následujícího roku. 

## Kategorie
- Nejlepší film
- Nejlepší mužský herecký výkon v hlavní roli
- Nejlepší ženský herecký výkon v hlavní roli
- Nejlepší mužský herecký výkon ve vedlejší roli
- Nejlepší ženský herecký výkon ve vedlejší roli
- Nejlepší animovaný film
- Nejlepší kamera
- Nejlepší režie
- Nejlepší dokumentární film
- Nejlepší střih
- Nejlepší cizojazyčný film
- Nejlepší skladatel
- Nejlepší výprava
- Nejlepší scénář
- Cena nové generace
- Ocenění za úspěch v kariéře

## Nejlepší filmy některých ročníků
- LAFCA Awards 1975: Přelet nad kukaččím hnízdem
- LAFCA Awards 1976: Rocky
- LAFCA Awards 1977: Star Wars: Epizoda IV – Nová naděje
- LAFCA Awards 1979: Kramerová versus Kramer
- LAFCA Awards 1980: Zuřící býk
- LAFCA Awards 1982: E.T. – Mimozemšťan
- LAFCA Awards 1983: Cena za něžnost
- LAFCA Awards 1984: Amadeus
- LAFCA Awards 1985: Brazil
- LAFCA Awards 1986: Hana a její sestry
- LAFCA Awards 1990: Mafiáni
- LAFCA Awards 1992: Nesmiřitelní
- LAFCA Awards 1993: Schindlerův seznam
- LAFCA Awards 1994: Pulp Fiction: Historky z podsvětí
- LAFCA Awards 1995: Leaving Las Vegas
- LAFCA Awards 1996: Tajnosti a lži
- LAFCA Awards 1997: L. A. – Přísně tajné
- LAFCA Awards 1998: Zachraňte vojína Ryana
- LAFCA Awards 2000: Tygr a drak
- LAFCA Awards 2001: V ložnici
- LAFCA Awards 2002: O Schmidtovi
- LAFCA Awards 2003: Můj svět
- LAFCA Awards 2004: Bokovka
- LAFCA Awards 2005: Zkrocená hora
- LAFCA Awards 2006: Dopisy z Iwo Jimy
- LAFCA Awards 2015: Spotlight
- LAFCA Awards 2016: Moonlight
- LAFCA Awards 2017: Dej mi své jméno
- LAFCA Awards 2018: Roma
- LAFCA Awards 2019: Parazit
- LAFCA Awards 2020: Sekerka (antologie)